# Jason Varitek
Jason Andrew Varitek (Rochester, Míchigan, 11 de abril de 1972) es un ex beisbolista estadounidense. Jugó como receptor con los Boston Red Sox.

## Trayectoria
Inició su carrera profesional con Boston Red Sox el año 1997. Su mejor desempeño ha sido en 2003, cuando obtuvo un porcentaje de bateo de .273, 85 carreras impulsadas y 25 cuadrangulares. Asimismo, ha participado en 14 series de postemporada donde destacan la conquista de dos Series Mundiales (2004 y 2007). En 2005 obtuvo un Guante de Oro. Por otro lado, Varitek fue parte del equipo olímpico estadounidense de béisbol en Barcelona 1992.

## Retiro
El 27 de febrero del 2012 surgió la noticia de que el jugador anunciaría su retiro dos días después.